# 鎳華
鎳華（英語：Annabergite）是一種含鎳砷酸鹽礦物，化學式為Ni3(AsO4)2·8H2O，與藍鐵礦和鈷華同構。晶體通常很微小且呈現毛細管狀，不過非常罕見，多數以軟土塊和結殼的形式出現。顏色呈現蘋果是其最大特徵之一。鎳華的英文名稱有很長一段時間（約從1758年）都是以「nickelbloom」來稱之，到了1852年英國的晶體學家亨利·詹姆斯·布魯克和威廉·哈洛威斯·米勒才以該礦物的標準產地德國薩克森的安娜貝格（Annaberg）來命名之。鎳華主要出現於鎳礦石中，是鎳礦石經過換質作用後的產物。

## 變種
鈣鎳華（英語：Dudgeonite）: 鎳華中部份的鎳被鈣取代，發現於蘇格蘭柯庫布里郡Creetown地區，其英文名稱取自其發現者P. Dudgeon。
鎂鎳華（英語：Cabrerite）: 鎳華中部份的鎳被鎂取代，發現於西班牙安達魯西亞自治區阿尔梅里亚Sierra Cabrera地區，其英文名稱來自發現地地名。